# Argelia (Valle del Cauca)
Pour les articles homonymes, voir Argelia.
Argelia est une municipalité située dans le département de Valle del Cauca, en Colombie.